# Corema album
Corema album (L.), conhecida pelos nomes comuns de camarinha ou camarinheira, é um arbusto da família Ericaceae, não obstante em algumas floras ainda surgir erradamente identificada como Empetraceae.

## Descrição
É um pequeno arbusto sempre-verde, dioico, com altura geralmente inferior a 1 m e ramos erectos muito ramificados. As suas ramagens libertam um odor semelhante ao do mel.
As folhas estreitas, lineares, com 10 mm de comprimento e 1 mm de largura, verde-escuras.
Floresce entre Março e Maio, com flores masculinas e femininas, em cachos terminais com 5 a 10 flores que surgem na extremidade dos ramos. As pétalas são de cor rosa-pálido nas flores masculinas e habitualmente ausentes nas flores femininas.
Produz em Julho/Setembro um pequeno fruto branco com a forma de uma drupa carnuda, comestível.

## Distribuição
A planta é frequente em sistemas dunares ou em matas baixas dos pinhais, para o qual contribui a sua capacidade de controlar a transpiração, e desta forma o seu conteúdo hídrico.
Tem uma distribuição restrita, estando confinada à costa ocidental atlântica da Península Ibérica e Aquitânia, França.
Este arbusto apesar de também poder ser adaptado como ornamental, encontra-se sobretudo no seu habitat natural.

## Subespécies
A subespécie Corema album (L.) D.Don ssp. azoricum P.Silva é um endemismo dos Açores, onde é espécie protegida. A subespécie ocorre nas ilhas de São Miguel, Graciosa, São Jorge, Pico e Faial.

## Propriedades terapêuticas
O extrato de camarinha poderá ter propriedades anticancerígenas, revelam os resultados de um estudo liderado por uma equipa da Unidade de Investigação e Desenvolvimento Química-Física Molecular, da Faculdade de Ciências e Tecnologia da Universidade de Coimbra. Nas várias experiências realizadas em linhas celulares de cancro do cólon (HT29), observou-se que «extratos de Corema album conseguem inibir a proliferação deste tipo de células cancerígenas».